# عاثية

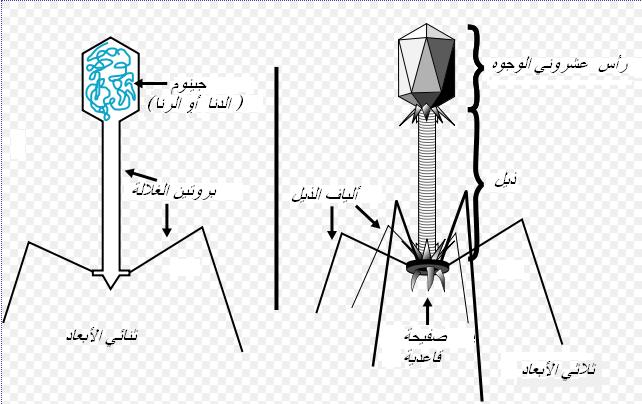
رسم تخطيطي لعاثية (اٍلى اليمين المخطط ثلاثي الأبعاد واٍإلى اليسار المخطط ثنائي الأبعاد).

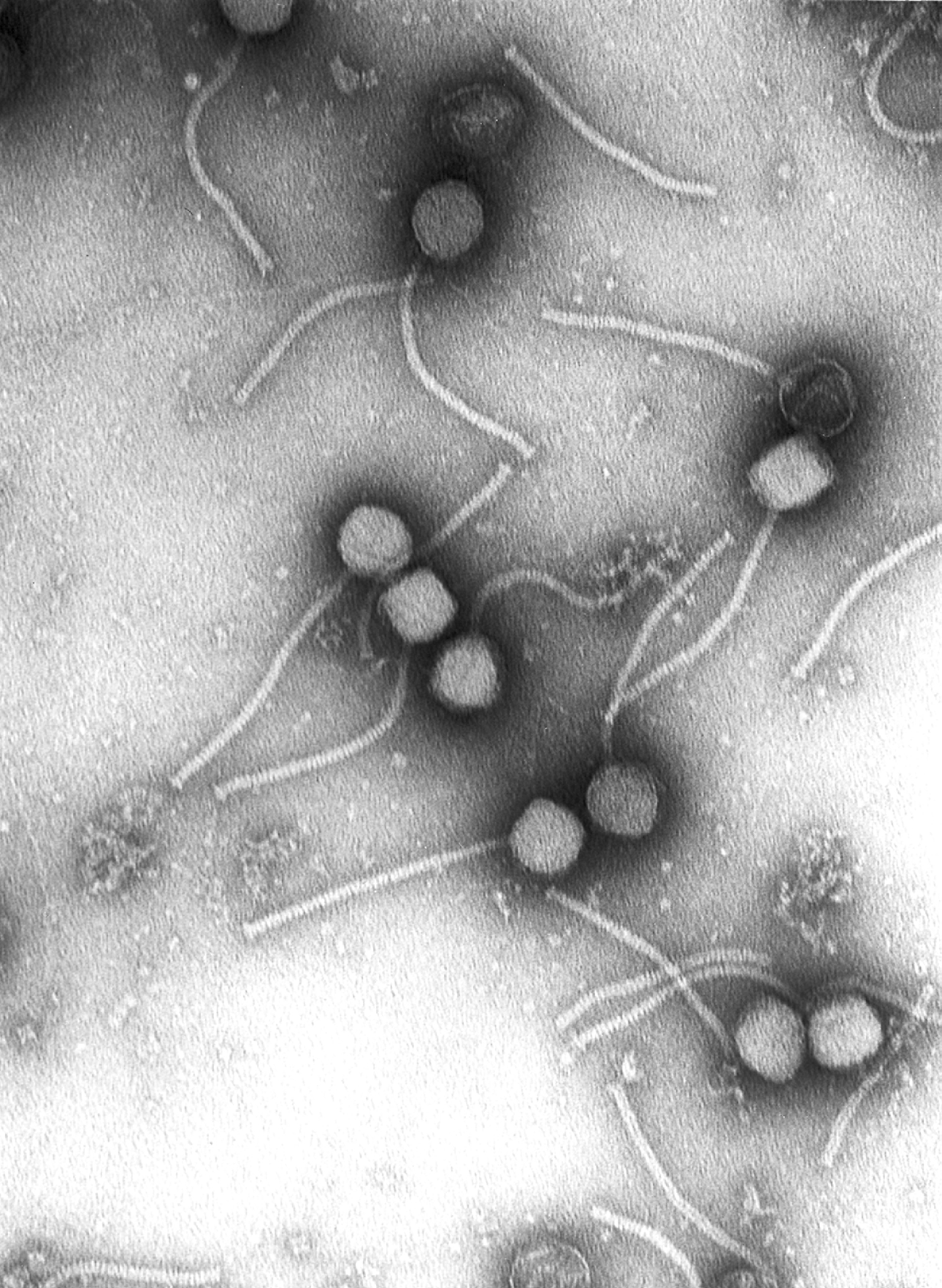
Gamma-Phagen
صورة بمجهر إلكتروني نافذ.

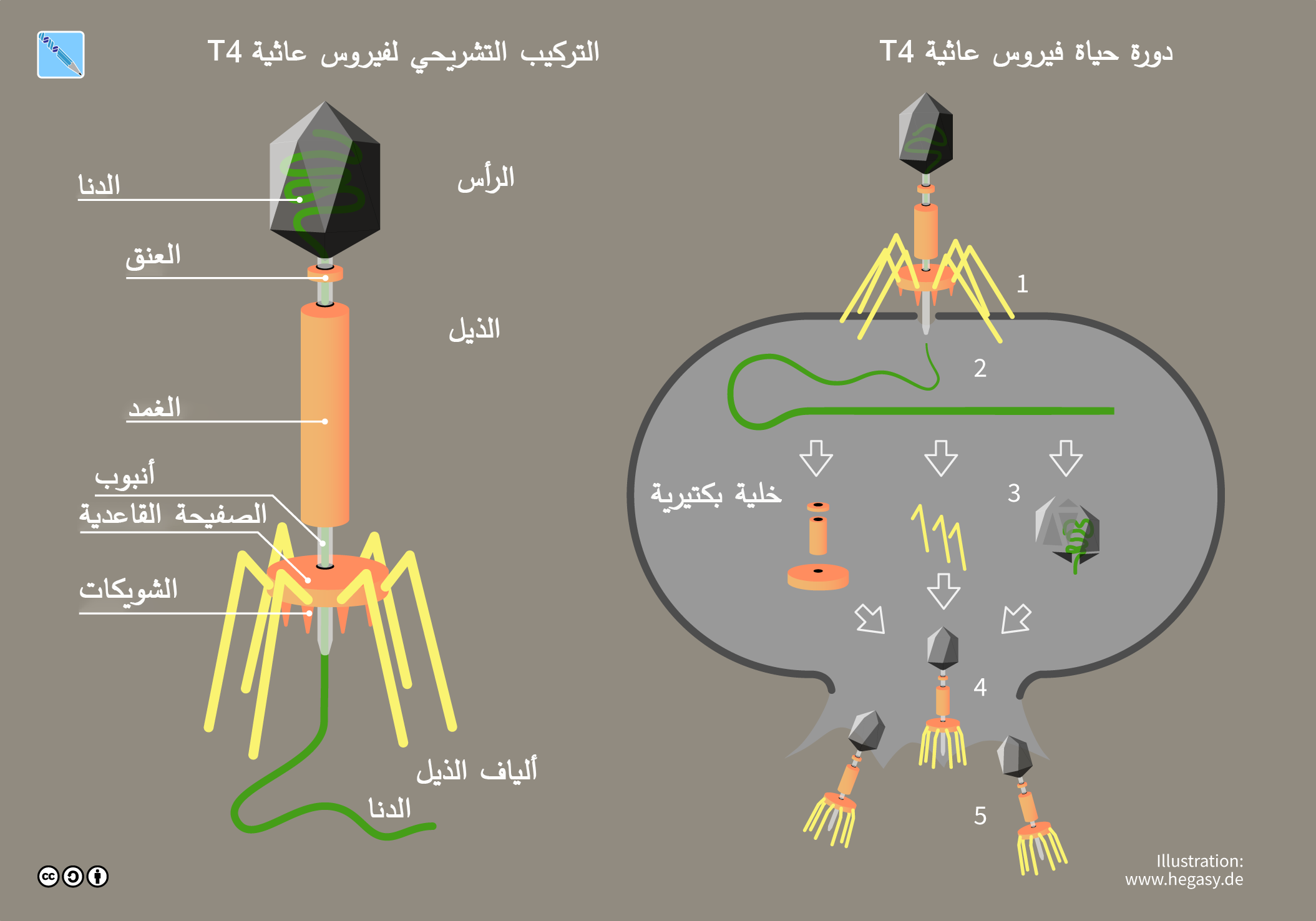
التركيب التشريحي ودورة حياة فيروس عاثية (T4).

العاثيات، ومفردها عاثية أو فيروسات لاقمة للبكتريا أو بكتريوفاج أو ملتهم البكتيريا (بالإنجليزية: bacteriophage)‏ هي فيروسات تغزو البكتيريا. العاثيات من أكثر الكائنات الحية شيوعاً على سطح الأرض. توجد منها مليارات في أمعاء الإنسان وتساعده في مكافحة البكتريا الضارة فيه. توفر أمعاء الإنسان
لها وسط معيشي مناسب، وتقوم هي بحماية الإنسان من بكتيريا ضارة إن أصابت أمعائه. هذه النتيجة هي نتيجة جديدة (2013) أفصح عنها الدكتور «جرمي بار» من جامعة سان ديجو، كاليفورنيا.
تتكون العاثية النموذجية من قفيصة بروتينية تحوي المادة الوراثية، وهذه قد تكون رنا أو دنا مفرد الطاق أو ذي طاقين، طوله بين 5000 و500000 نوكليوتيد، يتوضع بشكل خطي أو حلقي. يتراوح حجم العاثيات عادةً بين 20 و200 نانومتر.
تنتشر العاثيات بشكل واسع على وجه الأرض، ويمكن إيجاد العديد منها في الأماكن التي تحتوي على مضيف بكتيري كالترية أو حتى أمعاء الإنسان.وتعتبر مياه البحر إحدى أكثر البيئات احتواءً على العاثيات، بأرقام تقارب 9 × 10 8 فيريون/ مم عند السطح. مع العلم بأن ما يصل إلى 70% من البكتيريا البحرية قد تتعرض للإصابة بالعاثيات. أستخدمت العاثيات لأكثر من 90 عاما كبديل للمضادات الحيوية في الاتحاد السوفيتي السابق وفي أوروبا الشرقية وفرنسا. كما نظر إليها كعلاج محتمل للبكتيريا المقاومة للمضادات الحيوية.

## التصنيف
تشكل العاثيات ذات الدنا مزدوج الطاق أو ما يسمى بالفيروسات الذنبية، ما نسبته 95% من الفيروسات المعروفة علميا والمذكورة في الكتب، ويعتقد أنها تشكل النسبة الأعظم من العاثيات على وجه الكرة الأرضية. ومع هذا فإن أنواعا أخرى من العاثيات تتواجد وبوفرة في الغلاف الحيوي، حيث تتكون هذه الأنواع من فيريونات ومن مادة وراثية مختلفة بالإضافة إلى امتلاكها نمط حياة مختلف. تصنف العاثيات حسب تصنيف اللجنة الدولية لتصنيف الفيروسات حسب أشكالها ومحتواها من الأحماض النووية.
| رتبة              | عائلة              | الشكل                           | الحمض النووي         | مثال              |
| الفيروسات الذنبيه | فيروسات عضلية      | غير مغلفة، ذيل عضلي             | دنا خطي مزدوج الطاق  | T4 phages         |
| الفيروسات الذنبيه | فيروسات سيفاوية    | غير مغلفة، ذيل غير عضلي طويل    | دنا خطي مزدوج الطاق  | λ phage, T5 Phage |
| الفيروسات الذنبيه | فيروسات قدمية      | غير مغلفة، ذيل غير عضلي قصير    | دنا خطي مزدوج الطاق  | T7 phages         |
| غير محدد النوع    | فيروسات سقفية      | غير مغلفة، متساوية الطول        | دنا خطي مزدوج الطاق  |                   |
| غير محدد النوع    | فيروسات قشرية      | غير مغلفة، متساوية الطول        | دنا حلقي مزدوج الطاق |                   |
| غير محدد النوع    | فيروسات شحمي الشعر | مغلفة، عصوي الشكل               | دنا خطي مزدوج الطاق  |                   |
| غير محدد النوع    | فيروسات بلازمية    | مغلفة، متعددة الأشكال           | دنا حلقي مزدوج الطاق |                   |
| غير محدد النوع    | فيروسات العتائق    | غير مغلفة، عصوية الشكل          | دنا خطي مزدوج الطاق  |                   |
| غير محدد النوع    | فيروسات مستدقة     | غير مغلفة، على شكل ثمار الليمون | دنا حلقي مزدوج الطاق |                   |
| غير محدد النوع    | فيروسات الليف      | غير مغلفة، خيطية الشكل          | دنا حلقي مفرد الطاق  |                   |
| غير محدد النوع    | فيروسات مكروية     | غير مغلفة، متساوية الطول        | دنا حلقي مفرد الطاق  |                   |
| غير محدد النوع    | فيروسات لافي       | غير مغلفة، متساوية القياس       | رنا خطي مفرد الطاق   |                   |
| غير محدد النوع    | فيروسات كيسية      | مغلفة، كروية                    | رنا مجزء مزدوج الطاق |                   |

## تاريخ
تم - منذ القدم – توثيق تقارير تشير إلى وجود مياه نهرية ذات تأثير علاجي على بعض الأمراض كالجذام. وفي عام 1896، أشار العالم إرنست هنكن إلى أن هناك شيئا في مياه نهر الغانج ونهر يمنا في الهند أظهرت قدرة كمضاد حيوي ضد الكوليرا بالإضافة إلى القدرة على المرور خلال فيلتر مصنوع من البورسلين الناعم. وفي عام 1915، اكتشف عالم الأحياء الدقيقة فريدريك تورت ومدير مؤوسسة براون للأبحاث في لندن عامل صغير الحجم قادر على مهاجمة البكتيريا وقتلها.وأعتقد أنه لا بد لهذا العامل أن يكون واحدا من الآتي:
1. إحدى مراحل دورة حياة البكتيريا؛
2. أحد الأنزيمات التي تفرزها البكتيريا نفسها؛
3. أو أحد الفيروسات التي تنمو داخل البكتيريا وتدمرها.

ولكن أبحاث تورت توقفت بسبب الحرب العالمية الأولى ونقص الموارد المادية.
وبشكل منفصل، وتحديدا في الثالث من أيلول 1917، أعلن العالم الفرنسي الكندي الأصل فيليكس دوريل والذي كان يعمل في معهد باستور للأبحاث في باريس، بأنه اكتشف ميكروبا غير مرئيا ذو تأثير مضاد للزحار العصوي أو ما يسمى بداء الشيغيلات.بالنسبة لدوريل كان هذا اكتشاف رائع " في لحظة أستوعبت بأن ما سبب البقع الفارغة هو ميكروب غير مرئي.....فيروس متطفل على البكتيريا."." قام دوريل بإطلاق اسم (bacteriophage) أو آكلات البكتيريا نسبة إلى الكلمة اليونانية (phagein) والتي تعني يأكل. كما قام بتوثيق حالة لشخص كان يعاني من الزحار العصوي تعافى بعد استخدام آكلات البكتيريا (العاثيات).
في عام 1923، تم إنشاء معهد إليافا في تبليسي في جورجيا، لغايات الأبحاث حول هذا العلم الجديد ووضعه في حيز التطبيق العملي.
في عام 1969 حاز كل من ماكس دلبروك وألفرد هيرشي وسلفادور لوريا على جائزة نوبل في الطب، لاكتشافاتهم المتعلقة بآلية تكاثر الفيروسات ومحتواها الجيني.

## التكاثر
تتكاثر الفيروسات من خلال ما يعرف بالدورة الحالة أو الدورة الدورة المستذيبة، وقد تملك بعض الفيروسات القدرة على استخدام كلا الدورتين.
عندما تتكاثر الفيروسات عن طريق الدورة الحالّة كما في (T4 phage) فإنه يتم تحليل الخلايا البكتيرية وتدميرها بعد مضاعفة أعداد الفيريونات مباشرة. وبمجرد تدمير الخلية فإن الفيروسات الجديدة تبحث عن عائل جديد لاحتلاله واستخدام مصادره لمضاعفة أعداد الفيروس.من الجدير بالذكر إن الفيروسات التي تتكاثر عن طريق الدورة الحالة تكون مناسبة للعلاج بالعاثية أكثر من تلك التي تتكاثر عن طريق الدورة المستذيبة.
تمر بعض العاثيات خلال الدورة الحالة فيما يعرف (بتثبيط التحليل)، ويحدث ذلك بأن تتوقف سلالة كاملة من العاثيات عن تحليل الخلايا البكتيرية والخروج منها عندما يكون تركيز العاثيات خارج الخلية عالياً. وعادة تكون هذه العملية عكسية. من الجدير بالذكر أن هذه الآلية مختلفة عن آلية تكاثر العاثيات المندرجة والتي تدخل عادة في مرحلة سبات مؤقتة.
بالمقابل، فإن الدورة المستذيبة لا تؤدي إلى تحلل الخلية المضيفة، وتسمى الفيروسات القادرة على التكاثر عن طريق هذه الدورة بالفيروسات المندرجة. حيث يندمج المحتوى الجيني لها مع المادة الوراثية للمضيف وتتكاثر بتكاثرها دون أي أضرار أو أذى. يبقى الفيروس ساكنا إلى أن تتدهور حالة المضيف – ربما بسبب نقص في المواد الغذائية- عندها تنشط هذه الفيروسات الداخلية والتي تعرف باسم طليعة العاثية. في هذه المرحلة تبدأ دورة التكاثر التي تنتهي بتحلل خلايا المضيف. وبما أن من خصائص الدورة المستذيبة أنها لا تؤدي إلى تحلل خلايا المضيف، فإن اعداد الفيروس ستزداد بتكاثر خلايا المضيف وستظهر في الخلايا الولية من خلايا مصابة به في الأصل.
أحيانا تكون طليعة العاثية ذات فائدة عظيمة للبكتيريا عندما تكون ساكنة، وذلك بإضافة خصائص جديدة للخلية البكتيرية فيما يعرف بالتحول (lysogenic conversion). ومن الأمثلة على ذلك تحول إحدى سلالات ضمة الكوليرا غير المؤذية إلى أحد أكثر أنواع البكتيريا إيذاءً والتي تسبب مرض الكوليرا. وهذا بالذات ما يجعل العاثيات المندرجة غير ملائمة للعلاج بالعاثيات.

## تعايش مع الإنسان
يقول الدكتور «جرمي بار» من جامعة سان ديجو بكاليفورنيا أن فيروسات البكتيريوفاج تعيش في أمعاء الإنسان ولا تضره (أبحاث عام 2013). بل بالعكس، هي تلتصق بالطبقة المخاطية للأمعاء وتغطيها، فإذا اقترب منها خلية بكتريا علقت بها وتخترق جدار الخلية وتدخل فيها وتتكاثر. بعد ذلك تنفجر خلية البكتريا ويخرج منها عدد كبير من فيروسات البكتيريوفانج. وبذلك يؤدي هذا الفيروس خدمة للإنسان، وفي نفس الوقت يقدم لها الإنسان الوسط الملائم لمعيشتها.